# 사자탈

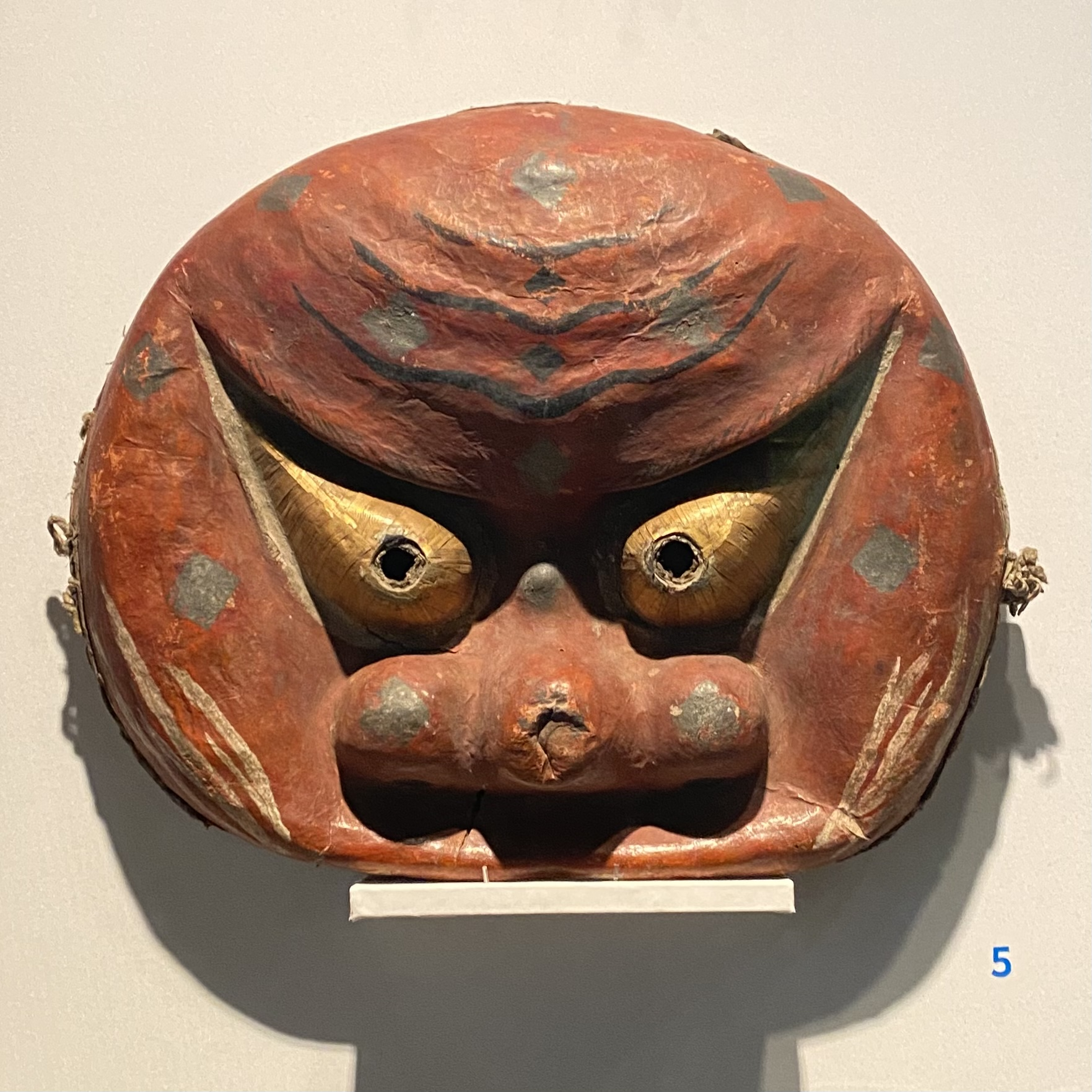
국립민속박물관에 전시되어있는 사자탈

사자탈(獅子탈)은 사자의 형상을 본떠 만들어 연희 등에서 사용하는 탈이다. 한국에서는 사자춤 등과 같은 연희에 자주 사용되어왔다.

## 갤러리

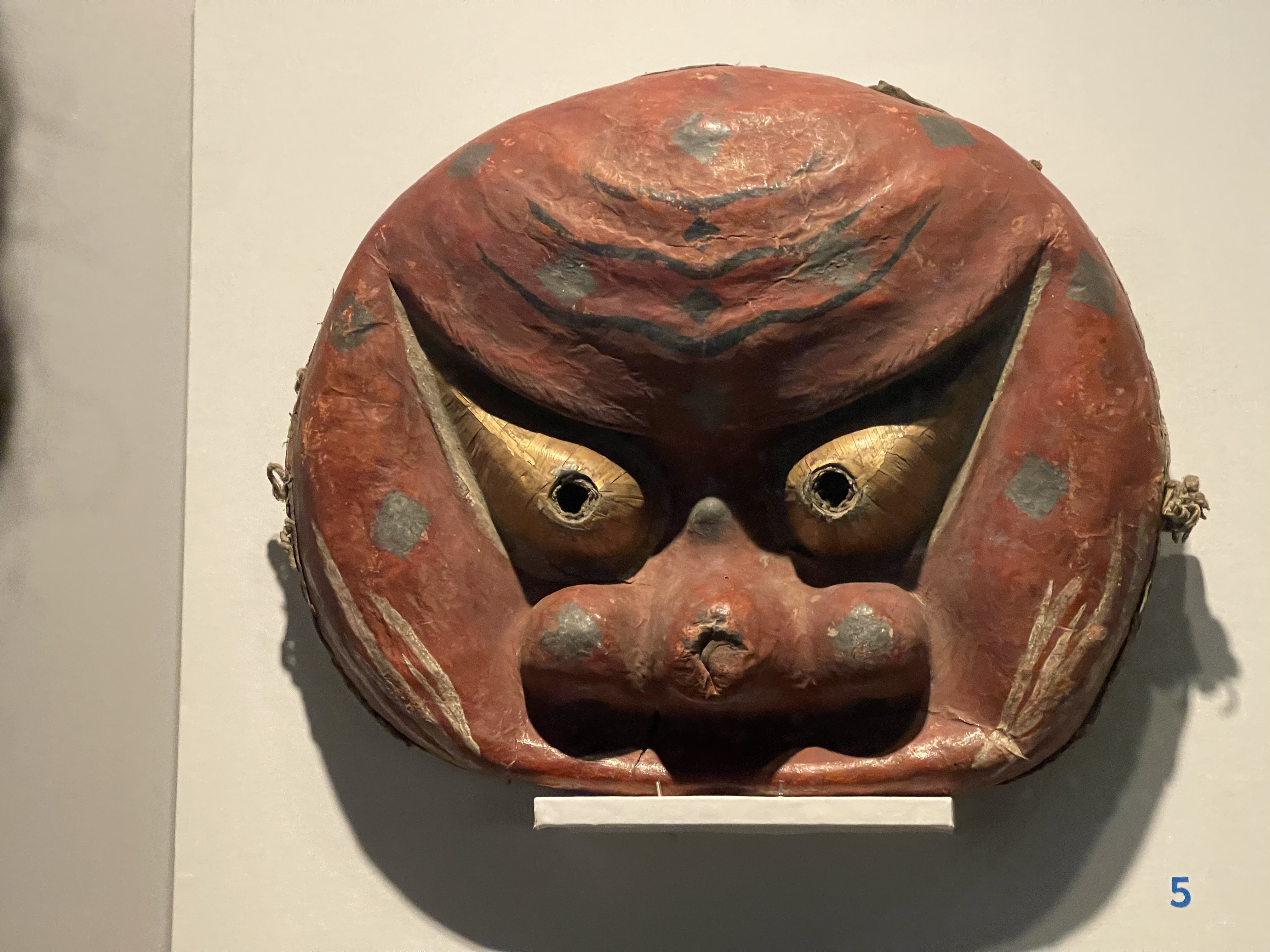
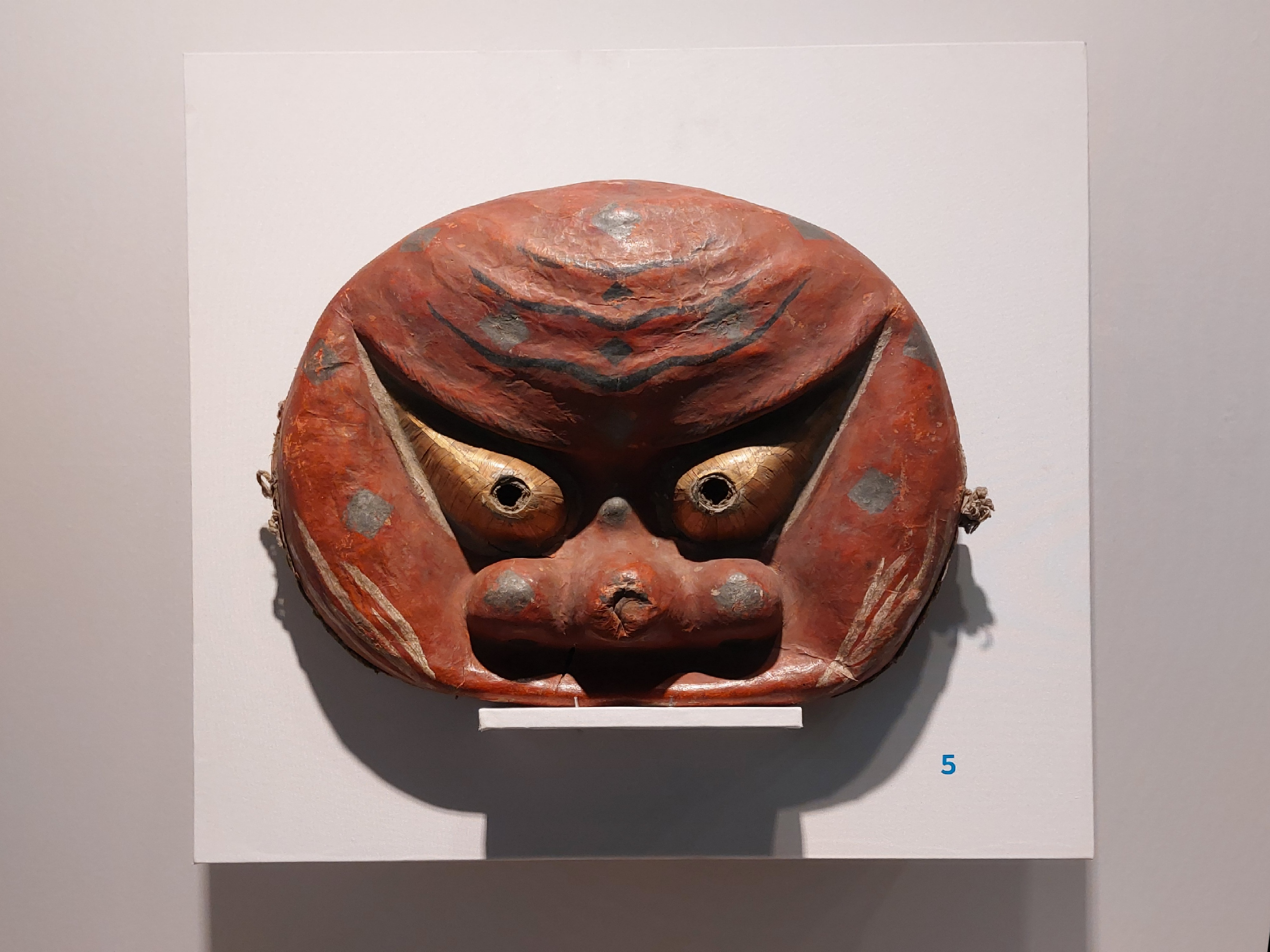
국립민속박물관 상설전시실 3에 전시된 사자탈